# Súlyszivárvány
A Súlyszivárvány (Gravity's Rainbow) Thomas Pynchon amerikai író 1973-ban megjelent regénye.
A mű hosszú, rendkívül összetett és több száz szereplőt vonultat fel. Prózája sűrű és lírai. Cselekménye elsősorban Európában, a második világháború végén zajlik, középpontjában a náci V-2 rakéták tervezésével, gyártásával és kilövésével.
A Súlyszivárvány a magas és az alacsony kultúra, az irodalmi igényesség és a trágárság, valamint a tudomány és a metafizika közötti határokat feszegeti, különféle témák (pszichológia, paranoia, gyarmatosítás, összeesküvés, szinkronicitás, ballisztika, entrópia, spiritizmus stb.) enciklopédikus, gyakran szakmai igényű áttekintésével. A regény 1974-ben szépirodalom kategóriában elnyerte az USA Nemzeti Könyvdíját, megosztva Isaac Bashevis Singer elbeszéléskötetével (A Crown of Feathers and Other Stories). Bár a Pulitzer-díj zsűrije kiválasztotta az 1974-es szépirodalmi Pulitzer-díjra, a tanácsadó testület "olvashatatlannak", "dagályosnak", "túlírtnak" és helyenként "obszcénnek" minősítette a regényt, ezért abban az évben nem osztottak ki szépirodalmi Pulitzer-díjat. A regényt 1973-ban Nebula-díjra is jelölték.
A Súlyszivárvány szerepel a Time magazin "100 legjobb regény" listáján, amely az angol nyelvű műveket fedi le 1923 és 2005 között. Sok kritikus az egyik legnagyobb amerikai regénynek tartja, gyakran posztmodern csúcspontnak, összehasonlítva James Joyce Ulyssesével a modernizmus irányzatában. Első mondata, "Sikolt feléd az égen át.", több felmérésben és véleménycikkben bekerült a világirodalom legjobb kezdőmondatai közé.

## A cím
Az eredeti cím (Gravity's Rainbow) kifejezi a regény során végig éreztetett ingadozást a végzet (gravitáció) és a szabadság (szivárvány) között. A cím jól példázza a Pynchon munkásságának korai éveire jellemző jelentésrétegződést:
- A V-2 rakéta parabolikus pályája a gravitáció hatására szivárvány alakot jár be az égen.
- A cselekmény íve körkörös, akárcsak a szivárvány valódi, teljes formája.
- A regényben a rakétabombák becsapódási helyeinek statisztikai mintázata a Poisson-eloszlást követi.
- A halandóság (súly) serkentőleg hat az emberi képzeletre (szivárvány).

Széky János, a mű magyar fordítója a következőket írja a cím lefordításának nehézségeiről:
"Mint látható, az angol gravity szónak tömérdek nem-fizikai konnotációja van, és ezeket Pynchon ki is használja, Katje például: »holds [her head] not too high nor what used to be called gravely«, vagy a vicces kedvű Marvy őrnagy táncot lejt a komoly kuplerosné »center of gravity«-je körül. A magyar gravitáció szónak ilyen konnotációi nincsenek. Olyan szót kellett tehát választani, amelyik fizikailag is jól megközelíti a fogalmat, és átvitt értelme is bőven van. Ez volt a »súly«. »A gravitáció szivárványa« szókapcsolatot pedig azonkívül, hogy semmi jelentésrezonanciája nincs, kimondani is merő kín."

## A regény szerkezete
A Súlyszivárvány négy részből áll:
1. Túl a Zéruson
2. Un perm' au Casino Hermann Goering
3. A Zónában
4. Az Ellenerő

## Magyarul
- Súlyszivárvány; ford. Széky János; Magvető, Bp., 2009

## Külső hivatkozások
- A Prae.hu folyóiratának a Súlyszivárvánnyal foglalkozó száma (2010)
- [Ezt olvassuk] Pynchon: Súlyszivárvány (A Könyvesblog olvasónaplója, 2009)
- Pynchonwiki: Gravity's Rainbow (részletes jegyzetek angolul)
- Some things that "happen" (more or less) in Gravity's Rainbow (angol nyelvű kivonat, 1996)